# 탱고 레슨
《탱고 레슨》(The Tango Lesson)은 샐리 포터 감독의 1997년 영화이다. 샐리 포터, 파블로 베론 등이 주연으로 출연하였고 아르헨티나 탱고에 관해 다룬 영화로서, 크리스토퍼 쉐퍼드 등이 제작에 참여하였다.

## 출연

### 주연
- 샐리 포터
- 파블로 베론

### 조연
- 피터 에어

## 기타
- 제작팀장: Diane Gelon
- 제작팀장: 캣 빌리어스
- 제작부: 시모나 벤자케인
- 제작부: 오스카 크래머
- 제작부: Christian Keller Sarmiento
- 음향: 장 폴 뮤젤
- 미술: 칼로스 콘티
- 의상: 존 크라우사
- 의상: 폴 민터